# Rock Derby
Rock Derby est une série de bande dessinée belge créée par Greg, publiée le 18 février 1960 dans le journal de Tintin, version française, et le 2 mars 1960 dans la version belge et éditée en janvier 1974 aux éditions du Lombard dans la collection « Vedette ».

## Description

### Synopsis
Rock Derby et son petit frère Skip font la connaissance du journaliste Tim Toronto et forment équipe avec lui pour les trois premiers épisodes. Les histoires sont pleines de suspense et d’action, Rock Derby étant un sportif de haut niveau qui excelle dans de nombreuses disciplines. Les deux premiers épisodes se passent au Canada, le troisième à Halalaki, station balnéaire imaginaire située dans l'état d'Hawaï.
Dans les quatre épisodes suivants, Rock délaisse Skip et Tim Toronto pour s'adjoindre deux nouveaux acolytes, Pedro Arara et Baba, plus colorés que ses premiers comparses. Partis du Brésil pour retourner au Canada, les trois compères vivront leurs cinquième, sixième et septième aventures aux États-Unis.
En 1981, soit plus de dix-sept ans après la dernière apparition du personnage, est publié l'épisode Quatuor pour une fausse note, moitié plus court que les précédents. Ici, l'atmosphère rappelle celle du roman noir : Baba n'apparaît pas ; on n'y retrouve que Rock Derby et Pedro Arara, héros beaucoup moins purs que dans leurs premiers exploits. Ils s'adonnent au poker et Pedro avoue franchement tricher aux cartes.

### Personnages
Rock DerbyAthlète de haut niveau, ancien boxeur qui devient, dans les premiers épisodes, reporter pour le Clairon.
SkipPetit et frêle, au contraire de Rock Derby qui a tout de l'armoire à glace, il est pourtant le frère du héros.
Tim TorontoDirecteur, propriétaire et rédacteur en chef du Clairon, un hebdomadaire indépendant.
Pedro AraraBrésilien (blanc), apparu pour la première fois dans La Rivière des diamants, quatrième épisode de la série, il prend la place de Tim Toronto comme premier faire-valoir.
BabaBrésilien (noir), apparu pour la première fois dans La Rivière des diamants, quatrième épisode de la série, il prend la place de Skip comme second comparse.
Joe PumaGangster qui règne sur la boxe locale, dans le premier épisode, Les Requins du ring, il réapparaîtra dans le troisième épisode, Panique au Paradis.

## Analyse
Au début des années 1960, Raymond Leblanc, éditeur du Journal de Tintin, veut offrir aux jeunes un périodique de bandes dessinées de qualité, ce qui représente une performance technique et un investissement important.
Greg apprend que le nouveau rédacteur en chef Marcel Dehaye est en quête de nouvelles séries afin de renforcer celles qui, depuis près de quinze ans, ont trouvé un très large public. C’est ainsi qu’il imagine des personnages, rédige un synopsis, réalise deux planches et se rend directement dans le bureau du rédacteur en chef qui lui donne le feu vert pour une aventure de Rock Derby. Pendant trois ans, ce personnage ne va pratiquement pas quitter les pages du Journal.

## Publications

### Périodiques
| N°           | Titre                        | Nombre de pages | Scénario | Dessin             | Périodiques          | Pays              | De                                   | À                        | Résumé |
| de l'épisode | de l'épisode                 | Nombre de pages | Scénario | Dessin             | de prépublication    | de prépublication | De                                   | À                        | Résumé |
| ------------ | ---------------------------- | --------------- | -------- | ------------------ | -------------------- | ----------------- | ------------------------------------ | ------------------------ | --- |
| 1            | Les Requins du ring          | 30              | Greg     | Greg               | le Journal de Tintin | Belgique          | 2 mars 1960 (no 9)                   | 22 juin 1960 (no 25)     | Rock Derby et son jeune frère Skip volent au secours du journaliste Tim Toronto qui a mis son nez dans une sombre histoire où la pègre, sous la gouverne de Joe Puma, s'est mêlée des paris sportifs. |
| 2            | Les Voleurs de poupées       | 30              | Greg     | Greg               | le Journal de Tintin | Belgique          | 29 juin 1960 (no 26)                 | 6 octobre 1960 (no 40)   | Tim Toronto, aidé par son ami Rock Derby et son jeune frère Skip, enquête sur le vol, l'une après l'autre, de sept (7) poupées péruviennes, apparemment sans importance, rapportées par une expédition des années 1910. |
| 3            | Panique au Paradis           | 30              | Greg     | Greg               | le Journal de Tintin | Belgique          | 13 octobre 1960 (no 41)              | 19 janvier 1961 (no 3)   | Rock Derby, son jeune frère Skip et Tim Toronto se retrouvent au milieu de ce qui ressemble à une guerre entre deux propriétaires d'hôtel à Hawaï, tous deux anciens du Chicago des années prohibition. |
| 4            | La Rivière des diamants      | 30              | Greg     | Greg               | le Journal de Tintin | Belgique          | 25 avril 1961 (no 17)                | 1er août 1961 (no 31)    | Rock Derby remplace à pied levé Jim Mulligan (un ami jamais aperçu) pour livrer un camion spécial, le Tapir, à la Compagnie internationale des bois précieux pour construire une route à travers la jungle brésilienne. Pour ce faire, il s'adjoint deux nouveaux acolytes: Pedro Arara et Baba. En cours de route, ils doivent prêter main-forte à des chercheurs de diamants encerclés par les Indiens chavantes. |
| 5            | Une étoile a disparu         | 30              | Greg     | Greg               | le Journal de Tintin | Belgique          | 5 septembre 1961 (no 36)             | 12 décembre 1961 (no 50) | Traversant la Californie (États-Unis), en route pour retourner au Canada, Rock Derby et ses nouveaux amis, Pedro Arara et Baba, enquêtent sur la disparition de l'acteur de cinéma Sweet Melody espérant toucher la récompense de cinquante mille dollars afin d'aider une maison de retraite pour vieux comédiens menacée d'expropriation.                                                                         |
| 6            | L'Or des Navajos             | 30              | Greg     | Greg               | le Journal de Tintin | Belgique          | 19 décembre 1961 (no 51)             | 27 mars 1962 (no 13)     | Toujours en route pour le Canada, Rock Derby et ses amis, Pedro Arara et Baba, font halte à Tomahawk City (États-Unis) qui fête le centenaire de la ville. Bientôt, Rock Derby doit se lancer à la poursuite des deux voleurs des recettes destinées aux Navajos afin de les sauver du courroux de ces derniers. |
| 7            | Le Défi de l'invisible       | 30              | Greg     | Greg               | le Journal de Tintin | Belgique          | 28 mai 1963 (no 22)                  | 3 septembre 1963 (no 36) | Toujours en route pour le Canada, Rock Derby et ses amis, Pedro Arara et Baba, font halte à Flat Creek (États-Unis) où ils viennent en aide au shérif Elmer Gumstiock et à son adjoint Snuffy pour empêcher un groupe de malfaiteurs (Lucky Bravo, Chester, Joe et Bugs Gibson) de faire main basse sur l'or de la Keyhole Bank.                                                                                    |
| 8            | Quatuor pour une fausse note | 14              | Greg     | François Dimberton | Super Tintin         | France            | 24 mars 1981 (no 12bis - 289bis/XII) | 24 mars 1981             | Rock Derby et Pedro Arara en vacances en Californie (États-Unis) aident l'inspecteur Fustyrusk à élucider le meurtre de Meyer, un client fortuné du motel où ils séjournent. |
| 9            | Le mystère de l'aéroport     | 10              | Greg     | François Dimberton |                      | France            | janvier 1997                         | janvier 1997             | Pour un document publicitaire broché pour les aéroports de Paris (ADP). |

### Albums
La reprise en albums fut tardive (14 ans après).
| Date           | N°              | Titre | Éditeur            | Titre         | N°            | Titre de l'album         | Remarque                                                    |
| Date           | de l'épisode    | de l'épisode | Éditeur            | de collection | de collection | Titre de l'album         | Remarque                                                    |
| -------------- | --------------- | --- | ------------------ | ------------- | ------------- | ------------------------ | ----------------------------------------------------------- |
| janvier 1974   | 1               | Les Requins du ring | Lombard            | Vedette       | 30            | Les requins du ring      | album broché en couleur                                     |
| octobre 1975   | 2               | Les Voleurs de poupées | Lombard            | Vedette       | 38            | Les Voleurs de poupées   | album broché en couleur                                     |
| septembre 1976 | 3               | Panique au Paradis | Lombard            | Vedette       | 44            | Panique au Paradis       | album broché en couleur                                     |
| 1981           | 1+2+3           | Les Requins du ring Les Voleurs de poupées Panique au Paradis | Lombard            | Millésimes    |               | Rock Derby               | album en couleur                                            |
| 1980           | 6               | L’Or des Navajos | Magic Strip        |               | 1             | L’Or des Navajos         | album broché en noir et blanc (Collection Chic Bull)        |
| 1980           | 7               | Le Défi de l’invisible | Magic Strip        |               | 2             | Le Défi de l’invisible   | album broché en noir et blanc (Collection Chic Bull)        |
| 1980           | 4               | La Rivière des diamants | Magic Strip        |               | 3             | La Rivière des diamants  | album broché en noir et blanc (Collection Chic Bull)        |
| 1980           | 5               | Une étoile a disparu | Magic Strip        |               | 4             | Une étoile a disparu     | album broché en noir et blanc (Collection Chic Bull)        |
| 1997           | 9               | Le Mystère de l’aéroport | Editions Hyphen SA |               |               | Le Mystère de l’aéroport | album broché publicitaire pour les aéroports de Paris (ADP) |
| 2013           | 1+2+3+4+5+6+7+8 | Les Requins du ring Les Voleurs de poupées Panique au Paradis La Rivière des diamants Une étoile a disparu L'Or des Navajos Le Défi de l'invisible Quatuor pour une fausse note | Lombard            |               |               | Rock Derby, l'intégrale  | album cartonné en couleurs                                  |

### Documentation
- BD oubliées
  - Le journal de Tintin, version belge
  - Le journal de Tintin, version française

### Source
- Greg, Rock Derby, Bruxelles/Paris, Le Lombard, coll. « Millésimes », 17 janvier 2008, 104 p. (ISBN 978-2-8036-2383-9), dossier réalisé par Jacques Pessis
- Patrick Gaumer, Claude Moliterni, Dictionnaire mondial de la bande dessinée, Paris, Larousse-Bordas, coll. « In Extenso », 1997, 698 p. (ISBN 2-03-750019-X), article « Rock Derby », p. 545
- Super Tintin no 12bis - 289bis/XII, Paris, Éditions du Lombard, 24 mars 1981, 84 p., p. 49-62